# Fotbal Club Petrolul Ploiești
Maillots
Actualités
Le FC Petrolul Ploiești est un club roumain de football basé à Ploiești.
Il évolue pour la saison 2024-2025 en première division roumaine.

## Historique
- 1924 : fondation du club sous le nom de FC Juventus Bucarest
- 1947 : le club est renommé Distribuția Bucarest
- 1948 : le club est renommé Petrolul Bucarest
- 1949 : le club est renommé Competrol Bucarest
- 1949 : le club est renommé Partizanul Bucarest
- 1949 : le club est renommé Energia Bucarest
- 1950 : le club est renommé Flacăra Bucarest
- 1952 : le club est renommé Flacăra Ploiești
- 1952 : absorption du Partizanul Ploiești
- 1956 : le club est renommé Energia Ploiești
- 1957 : le club est renommé FC Petrolul Ploiești
- 1958 : 1re participation à une Coupe d'Europe (C1, saison 1958/59)
- 1992 : le club est renommé FC Ploiești
- 1993 : le club est renommé FC Petrolul Ploiești
- 2016 : le club est renommé FC Petrolul 52 Ploiești
- 2017 : le club est renommé FC Petrolul Ploiești

## Palmarès
- Championnat de Roumanie
  - Champion : 1930, 1958, 1959, 1966
  - Vice-champion : 1926, 1955, 1962
- Championnat de Roumanie de D2
  - Champion : 1941, 1954, 1977, 1982, 1985, 1989, 2003, 2011, 2022
  - Vice-champion : 1981
- Coupe de Roumanie
  - Vainqueur : 1963, 1995, 2013
  - Finaliste : 1952
- Supercoupe de Roumanie
  - Finaliste : 1995 et 2013

## Anciens joueurs
- Mircea Dridea
- Constantin Budescu
- Daniel Chiriță
- Alexandru Fronea
- Gheorghe Grozav
- Ovidiu Hoban
- Mihai Ionescu
- Mihai Mocanu
- Adrian Mutu
- Ștefan Preda
- Pompiliu Stoica
- Adrian Ursea
- Damien Boudjemaa
- Florent Sauvadet
- Vassili Khomutovski
- Toto Tamuz
- Filipe Teixeira
- Gevaro Nepomuceno
- Jean Sony Alcénat
- Sony Mustivar
- Juan Ángel Albín
- Manassé Enza-Yamissi
- Jérémy Bokila
- Karim Ziani
- Hamza Younes

## Parcours en coupes d'Europe

### Matches
| 1958-1959 - Coupe des clubs champions européens |       |                        |
| Tour préliminaire                               |       |                        |
| Wismut Karl-Marx-Stadt                          | 4 - 2 | FC Petrolul Ploiești   |
| FC Petrolul Ploiești                            | 2 - 0 | Wismut Karl-Marx-Stadt |
| Wismut Karl-Marx-Stadt                          | 4 - 0 | FC Petrolul Ploiești   |
| 1959-1960 - Coupe des clubs champions européens |       |                        |
| Tour préliminaire                               |       |                        |
| Wiener Sport-Club                               | 0 - 0 | FC Petrolul Ploiești   |
| FC Petrolul Ploiești                            | 1 - 2 | Wiener Sport-Club      |
| 1963-1964 - Coupe des coupes                    |       |                        |
| Premier tour                                    |       |                        |
| Fenerbahçe SK                                   | 4 - 1 | FC Petrolul Ploiești   |
| FC Petrolul Ploiești                            | 1 - 0 | Fenerbahçe SK          |
| 1966-1967 - Coupe des clubs champions européens |       |                        |
| Premier tour                                    |       |                        |
| Liverpool FC                                    | 2 - 0 | FC Petrolul Ploiești   |
| FC Petrolul Ploiești                            | 3 - 1 | Liverpool              |
| Liverpool FC                                    | 2 - 0 | FC Petrolul Ploiești   |
| 1990-1991 - Coupe UEFA                          |       |                        |
| 32e de finale                                   |       |                        |
| RSC Anderlecht                                  | 2 - 0 | FC Petrolul Ploiești   |
| FC Petrolul Ploiești                            | 0 – 2 | RSC Anderlecht         |
| 1995-1996 - Coupe des coupes                    |       |                        |
| Tour préliminaire                               |       |                        |
| Wrexham FC                                      | 0 – 0 | FC Petrolul Ploiești   |
| FC Petrolul Ploiești                            | 1 - 0 | Wrexham FC             |
| Premier tour                                    |       |                        |
| Rapid de Vienne                                 | 3 - 1 | FC Petrolul Ploiești   |
| FC Petrolul Ploiești                            | 0 – 0 | Rapid de Vienne        |
| 2013-2014 - Ligue Europa                        |       |                        |
| Deuxième tour                                   |       |                        |
| FC Petrolul Ploiești                            | 3 - 0 | Víkingur Gøta          |
| Víkingur Gøta                                   | 0 - 4 | FC Petrolul Ploiești   |
| Troisième tour                                  |       |                        |
| FC Petrolul Ploiești                            | 1 - 1 | Vitesse                |
| Vitesse                                         | 1 - 2 | FC Petrolul Ploiești   |
| Barrage                                         |       |                        |
| Swansea City                                    | 5 - 1 | FC Petrolul Ploiești   |
| FC Petrolul Ploiești                            | 2 - 1 | Swansea City           |
| 2014-2015 - Ligue Europa                        |       |                        |
| Deuxième tour                                   |       |                        |
| FC Petrolul Ploiești                            | 2 - 0 | KS Flamurtari Vlorë    |
| KS Flamurtari Vlorë                             | 1 - 3 | FC Petrolul Ploiești   |
| Troisième tour                                  |       |                        |
| FC Petrolul Ploiești                            | 1 - 1 | Viktoria Plzeň         |
| Viktoria Plzeň                                  | 1 - 4 | FC Petrolul Ploiești   |
| Barrage                                         |       |                        |
| FC Petrolul Ploiești                            | 1 - 3 | Dinamo Zagreb          |
| Dinamo Zagreb                                   | 2 - 1 | FC Petrolul Ploiești   |

### Adversaires européens
- Wismut Karl-Marx-Stadt
- Wiener Sport-Club
- Rapid de Vienne
- Fenerbahçe SK
- Liverpool FC
- RSC Anderlecht
- Wrexham FC
- Swansea City
- Víkingur Gøta
- Vitesse
- KS Flamurtari Vlorë
- Viktoria Plzeň
- Dinamo Zagreb

## Galerie

Anciens logos